# Dichorda
Dichorda là một chi bướm đêm thuộc họ Geometridae.

## Các loài
- Dichorda consequaria (H. Edwards, 1884)
- Dichorda illustraria (Hulst, 1886)
- Dichorda iridaria (Guenée, 1857)
- Dichorda rectaria (Grote, 1877)